# Лісокористування
Лісокористування — галузь лісництва яка охоплює розвиток і поліпшення методів висадки, захисту, проріджування, контролю за пожежами, рубки, вилучення та перероблення деревини. Одним з напрямків сучасного лісокористування є лісовідновлення, під час якого здійснюється висадка та догляд за деревами на певній ділянці. Сьогодні також існує багато досліджень з лісокористування присвячених управлінню лісовими екосистемами і генетичному поліпшенню різновидів дерев.
У багатьох регіонах лісокористування має велике екологічне, економічне та соціальне значення. Система незалежної оцінки з'явилася у відповідь на критику старих методів лісокористування, які часто призводили до збезлісіння. У лісових районах, належне лісокористування важливе для запобігання або мінімізації ерозії ґрунтів і зсувів. У районах з підвищеною ймовірністю сходу обвалів, ліси можуть стабілізувати ґрунт і запобігти майновим та людським втратам.